# Cinco Cerros
Cinco Cerros är en ort i Mexiko.   Den ligger i kommunen Santa Cruz Zenzontepec och delstaten Oaxaca, i den sydöstra delen av landet, 400 km sydost om huvudstaden Mexico City. Cinco Cerros ligger 916 meter över havet och antalet invånare är 127.
Terrängen runt Cinco Cerros är kuperad västerut, men österut är den bergig. Runt Cinco Cerros är det ganska tätbefolkat, med 65 invånare per kvadratkilometer. Närmaste större samhälle är San Miguel Panixtlahuaca, 18,9 km söder om Cinco Cerros. I omgivningarna runt Cinco Cerros växer i huvudsak städsegrön lövskog.